# Puntius herrei
Puntius herrei és una espècie de peix cipriniforme de la família dels ciprínids que es troba al llac Lanao (Mindanao, Filipines).